# Provincia de Huanta
La provincia de Huanta es una de las once que conforman el departamento de Ayacucho en el sur del Perú. Limita por el norte con el departamento de Junín; por el este con la provincia de La Convención (Cusco) y la provincia de La Mar; por el sur con la provincia de Huamanga, y por el oeste con las provincias huancavelicanas de Tayacaja, Angaraes y Churcampa.
Desde el punto de vista jerárquico de la Iglesia católica, forma parte de la arquidiócesis de Ayacucho o Huamanga.

## Historia
La provincia fue creada en los primeros años de la República.

## Geografía
- Ríos: Dos ríos principales delimitan la provincia de Huanta, el río Mantaro por el oeste y el río Apurímac por el noreste.

## División administrativa
La provincia tiene una extensión de 3 878,91 km² y se encontraba dividida en 9 distritos. Al 2015, con la creación de los distritos de Uchuraccay, Pucacolpa y Chaca, se encuentra dividida en trece distritos.
| Distritos de Huanta | Distritos de Huanta | Distritos de Huanta      |
| Distrito            | Ley                 | Fecha                    |
| ------------------- | ------------------- | ------------------------ |
| Huanta              |                     | Época indepen.           |
| Ayahuanco           | 12362               | 20 de junio de 1955      |
| Huamanguilla        |                     | Época indepen.           |
| Iguaín              | 5600                | 27 de diciembre de 1926  |
| Llochegua           |                     | 14 de septiembre de 2000 |
| Luricocha           |                     | Época indepen.           |
| Santillana          | 3000                | 21 de diciembre de 1918  |
| Sivia               | 25845               | 19 de noviembre de 1992  |
| Canayre             | 30087               | 28 de septiembre de 2013 |
| Uchuraccay          | 30221               | 10 de julio de 2014      |
| Pucacolpa           | 30320               | 7 de abril de 2015       |
| Chaca               | 30387               | 27 de noviembre de 2015  |
| Putis               | 31134               | 9 de marzo de 2021       |

## Población
La provincia tiene una población de 95 904 habitantes, según el censo de 2017.

## Capital
La capital de la provincia de Huanta es el distrito de Huanta, la cual está ubicada a 2 642 m s. n. m. La ciudad tiene una población 33 773 habitantes (35 % de la población total). Aquí se encuentra el Colegio Emblemático Gonzales Vigil, así como la Universidad Nacional Autónoma de Huanta, que es la única universidad que funciona en la provincia.

## Autoridades

### Regionales
- Consejeros regionales
  - 2019-2022[4]

  1. Óscar Oré Curo (Qatun Tarpuy)
  2. Cleofé Pineda Gamboa (Musuq Ñan)

### Municipales
- 2019-2022[4]
  - Alcalde: Renol Silbio Pichardo Ramos, de Qatun Tarpuy.
  - Regidores:

  1. Walter Mariano Arce Villar (Qatun Tarpuy)
  2. Eduardo Gozme Urpay (Qatun Tarpuy)
  3. Heidi Noemí Aguilar Chavarría (Qatun Tarpuy)
  4. Guisela Ayvar Gutiérrez (Qatun Tarpuy)
  5. Fortunato Ruíz Villanueva (Qatun Tarpuy)
  6. Teodosio Núñez Corahua (Qatun Tarpuy)
  7. Rubén Ángel Pilco Curo (Qatun Tarpuy)
  8. Carlos Pozo Curo (Musuq Ñan)
  9. Meysher Sulca Cartolín (Musuq Ñan)
  10. Rodrigo Daniel Pantoja Chihuán (Tecnología de Punta para Ayacucho)
  11. Eusebio Quispe Rodríguez (Movimiento Regional Gana Ayacucho)

### Policiales
- Comisario: Cmdt. PNP Elmo de la Cruz Trejo

## Festividades
- Semana Santa
- Feria del Señor de Maynay
- Virgen del Rosario[5]
- Fiesta de la Palta y las Cruces
- Fiesta de la Alameda
- Fiesta de Cedrocucho
- Fiesta de Verde Cruz
- Feria del Choclo Iguaino